# Мугенштурм
Мугенштурм (њем. Muggensturm) општина је у њемачкој савезној држави Баден-Виртемберг. Једно је од 23 општинска средишта округа Раштат. Према процјени из 2010. у општини је живјело 6.215 становника. Посједује регионалну шифру (AGS) 8216033.

## Географски и демографски подаци
Мугенштурм се налази у савезној држави Баден-Виртемберг у округу Раштат. Општина се налази на надморској висини од 122 метра. Површина општине износи 11,6 km². У самом мјесту је, према процјени из 2010. године, живјело 6.215 становника. Просјечна густина становништва износи 538 становника/km².